# Göygöl (jezioro)
Göygöl (Giojgiol) – jezioro w Azerbejdżanie. Znajduje się w pasmie górskim Murovdağ, na wysokości 1566 m n.p.m. Powierzchnia jeziora to 0,79 km², głębokość dochodzi do 100 m. Jezioro leży na terenie Parku Narodowego Göygöl.